# 회색사다새
회색사다새(Gray pelican)는 사다새과에 속하는 새이며, 이란 남부에서부터 인도 동쪽에서 인도네시아까지 남아시아에서 번식하다. 이 새는 내륙과 연안의 큰 바다, 특히 큰 호수를 가진 새이다. 멀리서는 이 지역의 다른 사다새과 구별하기 어렵지만, 크기는 작지만 근거리에서는 상악골의 반점이 뚜렷하다. 밝은 색이 없고 깃털이 더 회색인 경우도 있다. 일부 지역에서는 이 새들이 인간 거주지 근처의 큰 집단에 둥지를 틀기도 한다.

## 묘사

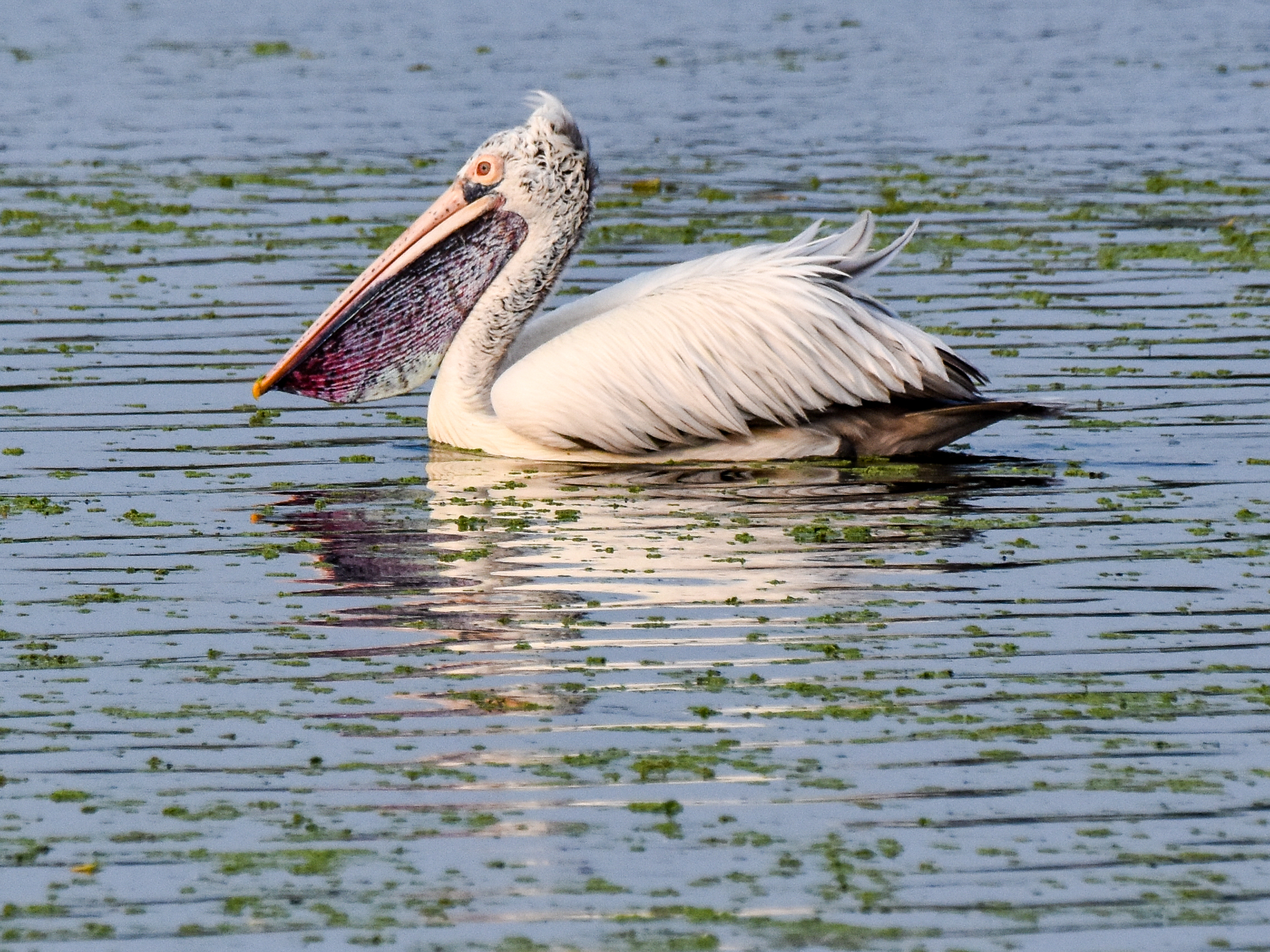
인도 베단탕갈 조류 보호구역의 회색사다새

회색사다새는 비교적 큰 물새로, 사다새과치고는 비교적 작지만 남부 지역에서 가장 크거나 가장 큰 토종 새 중 하나이다. 길이는 125~152cm, 무게는 4.1~6kg이다. 날개 길이는 213~250cm까지 다양하며, 일반적으로 큰 부리는 285~355mm이다. 주로 흰색이며 회색 볏, 뒷목, 갈색 꼬리를 가지고 있다. 뒷목의 깃털은 곱슬곱슬하며 회백색의 뒤쪽 볏을 형성한다. 주머니는 분홍색에서 보라색을 띠며 큰 창백한 반점이 있으며, 상악골 측면에서도 발견된다. 부리 끝 (또는 발톱)은 노란색에서 주황색을 띤다. 깃털을 번식시킬 때 부리 밑부분의 피부는 어둡고 안와 부분은 분홍색을 띤다. 비행 중에는 사다새와 달리 보이지 않지만, 삼차 및 내측 이차는 더 어둡고 더 큰 덮개를 따라 옅은 띠가 있다. 꼬리는 더 둥글다.
새로 부화한 어린 개체는 흰색 솜털로 덮여 있다. 그런 다음 회색 반점이 있는 깃털로 변한다. 부리의 반점은 1년 후에야 나타난다. 성체 번식 깃털은 3년째에 나타난다.

## 분포 및 서식지

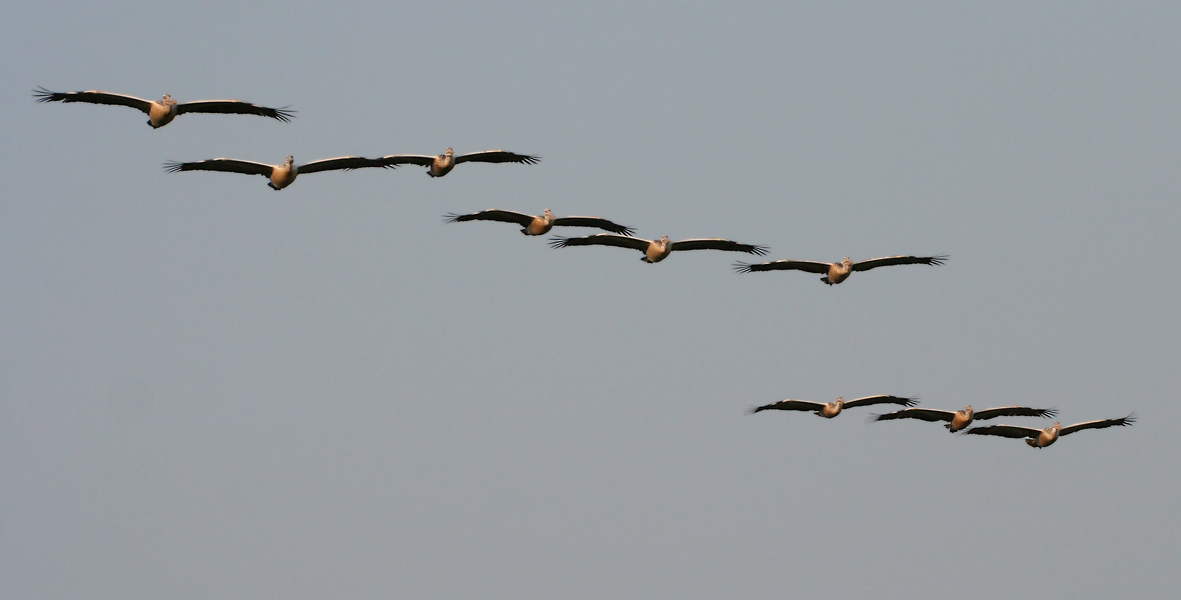
무리 지어 날아다니는 회색사다새들

이 종은 인도 반도, 스리랑카, 캄보디아에서만 번식하는 것으로 알려져 있다. 인도에서 온 몇몇 새들은 갠지스 평원에서 겨울을 나는 것으로 알려져 있지만 몰디브, 파키스탄, 방글라데시 등 다른 지역에서도 서식한다는 보고는 의문을 제기하고 있다. 주요 서식지는 얕은 저지대 담수이다. 회색사다새는 철새가 아니지만 국지적으로 이동하는 것으로 알려져 있으며 번식하지 않는 계절에 더 널리 분포한다.

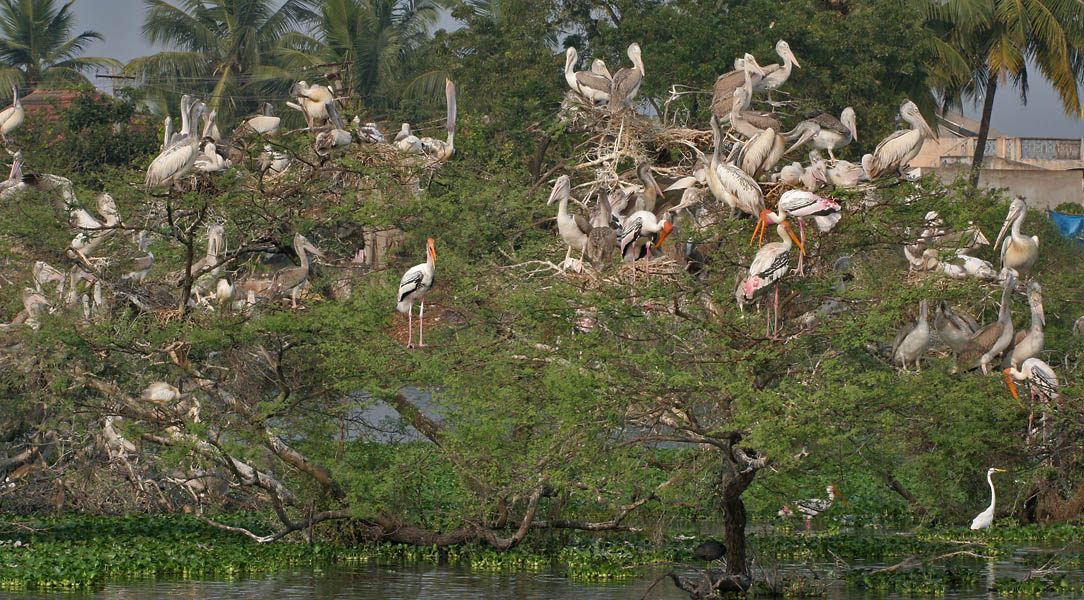
홍대머리황새와 함께 둥지 짓기

이 종은 식민지 사육자로, 종종 다른 물새들과 함께 번식한다. 둥지는 습지 근처의 낮은 나무와 때때로 인간 거주지 근처에 있다. 많은 대규모 번식 군락이 기록되었으며, 시간이 지남에 따라 여러 개가 사라졌다. 1906년 6월, C E 레니우스는 티루넬벨리구의 쿤다쿨람에 있는 한 식민지를 방문하여 마을들이 새들을 반신성한 것으로 여겼다. 1944년에 같은 식민지를 다시 방문한 결과, 약 10개의 사다새 둥지와 약 200개의 홍대머리황새 둥지가 있는 것으로 밝혀졌다.
서식지 손실과 인간의 교란으로 인해 회색사다새의 개체 수가 감소하고 현재 동남아시아 (중국 일부 포함)의 많은 개체 수가 멸종되었다. 필리핀이라는 특정 이름은 1900년대 초에는 개체 수가 많았으나 1960년대에 감소하여 현지에서 멸종한 필리핀을 가리킨다. 인도 남부의 개체 수는 증가하고 있는 것으로 추정된다. 추정에 따르면 보호 조치가 강화되어 개체 수가 회복되었고 2007년 IUCN 적색 목록에서 취약종에서 거의 멸종위기종으로 변경되었다.

## 행동생태학
그들은 매우 조용하지만 둥지에서는 쉿 소리를 내거나 투덜거리거나 청구서를 끊을 수 있다. 둥지를 짓는 식민지에 대한 초기 설명에서는 그들이 침묵 속에서 독특하다고 주장했지만, 대부분은 식민지가 시끄럽다고 지적했다.
대부분의 다른 사다새과 마찬가지로, 수면에서 헤엄치는 동안 큰 부리 주머니에서 물고기를 잡는다. 큰사다새와 달리 큰 먹이 무리를 형성하지 않으며 보통 단독으로 또는 작은 무리에서 물고기를 잡는 것으로 발견된다. 그러나 무리는 때때로 줄을 서서 얕은 곳으로 물고기를 몰고 갈 수 있다. 작은 무리는 둥지나 먹이 구역으로 날아갈 때 꾸준히 펄럭이며 무리를 지어 날아간다. 낮의 더운 지역에서는 종종 보온병을 타고 날아오른다. 밤에 어느 정도 먹이를 찾을 수 있다.